# Древинські
Древинські (пол. Drewińscy) — руський шляхетський рід.

## Походження
Родинне гніздо Древинських знаходилось в Древині у давньому Володимирському повіті на Волині. Це була головна, а тривалий час це і єдина маєтність родини. В XVI-XVII ст. з цього роду походили два видатних діячі — Василь та його син Лаврентій.

## Представники роду
- Василь Древинський (п.п. XVI ст.—1583) — писар великий литовський, королівський секретар.
- Лаврентій Древинський (1586—1640) — волинський громадський діяч, оборонець православ'я.